# Ігнатуша Олександр Федорович
Олександр Федорович Ігнатуша (нар. 3 листопада 1955, Київ) — український актор, співак і кінорежисер. Заслужений артист України (2016).

## Життєпис
Народився 3 листопада 1955 року у Києві.
У 1976 році закінчив Київський державний інститут театрального мистецтва імені Івана Карпенка-Карого (майстерня Л. А. Олійника) у Києві.
У 1984 році закінчив вищі курси сценаристів і кінорежисерів (майстерня Е. Рязанова) у Москві.
Член Національної спілки кінематографістів України.

## Фільмографія
- «Ар-хі-ме-ди!» (1975)
- «Еквілібрист» (1976)
- «Подарунок долі» (1977)
- «Рідні» (1977)
- «За все у відповіді» (1978)
- «Оглядини» (1979)
- «Золоті черевички» (1981)
- «Куди він дінеться!» (1981)
- «Ярослав Мудрий» (1981)
- «Бій на перехресті» (1982)
- «Взяти живим» (1982)
- «Зелений фургон» (1983)
- «Кожен мисливець бажає знати...» (1985)
- «Коли стають дорослими» (1985)
- «Ми звинувачуємо» (1985)
- «Дива в Гарбузянах» (1985)
- «На вістрі меча» (1986)
- «Щасливий, хто любив…» (1986)
- «Увійдіть, стражденні!» (1987)
- «Брате, знайди брата!» (1988)
- «Світла особистість» (1989)
- «І чорт з нами» (1991)
- «Подарунок на іменини» (1991)
- «Охоронець» (1991)
- «Повітряні пірати» (1992)
- «Цвітіння кульбаби» (1992)
- «Маска і душа» (2002)
- «Під дахам великого міста» (2002)
- «Право на захист» (2002)
- «Помаранчеве небо» (2004)
- «Непрямі докази» (2005)
- «Повернення Мухтара» (2—4 сезони) (2005—2008)
- «Дев'ять життів Нестора Махно» (2006)
- «За все тобі дякую-2» (2006)
- «Перше правило королеви» (2006)
- «Утьосов. Пісня довжиною в життя» (2006)
- «Ситуація 202» (2006—2007)
- «Рідні люди» (2008)
- «Казка про чоловіка і жінку» (2008)
- «Здивуй мене» (2008)
- «Блудні діти» (2009)
- «Вагома підстава для вбивства» (2009)
- «Мудаки. Арабески» (2009)
- «Втеча з „Нового життя“» (2009)
- «Повзе змія» (2009)
- «При загадкових обставинах» (2009)
- «Диво» (2009)
- «Свати» (3 і 5—7 сезони) (2009—2021)
- «Брат за брата» (2010)
- «Паршиві вівці» (2010)
- «Сусіди» (2010)
- «Байки Мітяя» (2011)
- «Балада про бомбера» (2011)
- «Справу було у Кубані» (2011)
- «Доярка з Хацапетівки 3» (2011)
- «Ластівчине гніздо» (2011)
- «Собачий вальс» (2011)
- «Той, хто пройшов крізь вогонь» (2011)
- «Захісниця» (2012)
- «Лист очікування» (2012)
- «Кохаю, тому що кохаю» (2012)
- «Менти. Таємниці великого міста» (2012)
- «Помин» (2012)
- «Синдром дракону» (2012)
- «Щасливий квиток» (2012)
- «F63.9 Хвороба кохання» (2013)
- «Агент» (2013)
- «Метелики» (2013)
- «Темні лабіринти минулого» (2013)
- «Чеське століття» (2013—2014)
- «Пляж» (2014)
- «Остання електричка» (2014)
- «Швидка допомога» (2014)
- «Так далеко, так близько» (2014)
- «Впізнай мене, якщо зможеш» (2014)
- «Погана сусідка» (2015)
- «Слуга народу» (2015)
- «Пес» (2015—2017)
- «Забудь і згадай» (2016)
- «Забута жінка» (2016)
- «Родичі» (2016)
- «Хазяйка» (2016)
- «Коротке слово „Ні“» (2017)
- «Ржака» (2017)
- «Свєтка» (2017)
- «За законом воєнного часу-2» (2018)
- «Я, ти, він, вона» (2018)
- «Опер за викликом» (2018—2022)
- «Невидима» (2019)
- «Кришталева мрія» (2020)
- «Мить, вкрадена у щастя» (2020)
- «У полоні минулого» (2021)
- «Папік 2» (2021)
- «Окуповані» (2023)
- «Коло омани» (2023)
- «Перші дні» (2023)
- «Зозулі» (2023)

## Режисерські роботи
- «Ордань» (1988)
- «Цвітіння кульбаби» (1992)
- «Прийдіте, поклонимось!» (1993)
- «Мамо, я льотчика люблю» (2012)

## Дублювання та озвучення
Сотні ролей українською та російською для студій та телеканалів «1+1», «Le Doyen», «Постмодерн» та інших.

## Театр
- Роль Галушки у виставі «В степах України» (Київський академічний драматичний театр на Подолі)